# Carinodes immaculatus
Carinodes immaculatus är en stekelart som först beskrevs av Morley 1915.  Carinodes immaculatus ingår i släktet Carinodes och familjen brokparasitsteklar. Inga underarter finns listade.